# Criciúma EC
Criciúma Esporte Clube, eller enbart Criciúma, är en fotbollsklubb från staden Criciúma i delstaten Santa Catarina i Brasilien. Klubben grundades den 13 maj 1947 och den största framgången är en seger av Copa do Brasil 1991. Klubben har även vunnit två nationella mästerskap, Campeonato Brasileiro Série B 2002 samt Série C 2006. Klubben har även vunnit distriktsmästerskapet i Santa Catarina, Campeonato Catarinense, vid nio tillfällen (per 2011). Criciúma spelar på Estádio Heriberto Hülse som tar drygt 20 000 åskådare.